# Voeltzkowia mobydick
Voeltzkowia mobydick — вид сцинкоподібних ящірок родини сцинкових (Scincidae). Ендемік Мадагаскару. Вид названий на честь кита Мобі Діка з однойменного роману Германа Мелвілла. Описаний у 2012 році.

## Поширення і екологія
Voeltzkowia mobydick мешкають в регіоні Софія на північному заході острова Мадагаскар. Вони живуть в сухих тропічних лісах.